# Zabuyelite
La zabuyelite è un minerale.